# Les Monstres de la préhistoire
Pour plus de détails, voir Fiche technique et Distribution.
Les Monstres de la préhistoire (恐竜・怪鳥の伝説, Kyōryū: Kaichō no densetsu) est un film de monstre japonais réalisé par Junji Kurata (ja), sorti en 1977.

## Fiche technique
- Titre français : Les Monstres de la préhistoire
- Titre original : 恐竜・怪鳥の伝説 (Kyōryū: Kaichō no densetsu?)[1]
- Réalisateur : Junji Kurata (ja)
- Scénario : Masaru Igami (ja), Isao Matsumoto et Ichirō Ōtsu (ja)
- Photographie : Sakuji Shiomi et Shigeru Akatsuka
- Montage : Isamu Ichida (ja)
- Musique : Masao Yagi (ja)
- Sociétés de production : Toei Company
- Pays d'origine :  Japon
- Langue originale : japonais
- Format : couleur — 2,35:1 — 35 mm — son stéréo
- Genre : science-fiction horrifique, film de monstre
- Durée : 92 minutes[2]
- Dates de sortie :
  - Japon : 29 avril 1977[2]
  - Allemagne de l'Ouest : 5 août 1977

## Distribution
- Tsunehiko Watase : Setsu Serizawa
- Shōtarō Hayashi (ja) : Akira Taniki
- Nobiko Sawa (ja) : Akiko Osano
- Tomoko Kiyoshima : Junko Sonoda
- Fuyukichi Maki (ja) : Masahira Muku
- Kinji Nakamura (ja) : Hideyuki Sakai
- Hiroshi Nawa (ja) : Masahiko Miyawaki
- Sō Takizawa (ja) : Jiro Shimamoto
- Yūsuke Tsukasa : Susumu Hirano
- Satoru Nabe : Hiroshi Sugiyama
- Yukari Miyamae : Hiroko Takami
- Masaharu Arikawa (ja) : Seitaro Shintaku
- Minken Karasawa (ja) : Uemura
- Sachio Miyagi : Kobayashi